# 뜬섬

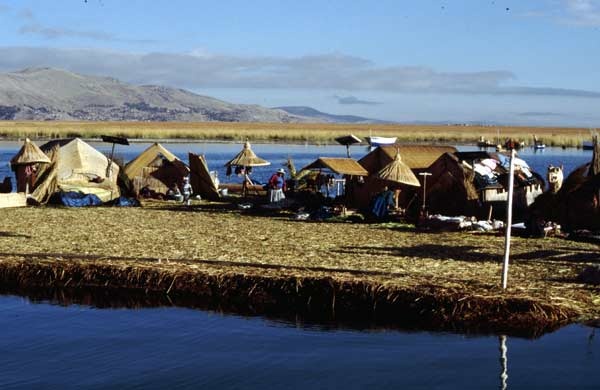
티티카카호에 있는 뜬섬인 우로스 섬

뜬섬(Floating island)이란 물풀이나 수상식물등이 두껍게 쌓여 생기는 작은 섬처럼 생긴 육지를 말한다. 세계도처에서 볼 수 있는 자연스러운 현상으로, 인간의 인공적 활동에 의한 경우는 오히려 드문 편이다. 주로 습지나 늪 등에서 생긴다.

## 같이 보기
- 인공섬
- 크라노그
- 표류 경석